# Абайдуллина, Сабина Артуровна
Сабина Артуровна Абайдуллина (род. 2 апреля 1997 года) — российская профессиональная баскетболистка, играет на позиции тяжёлого форварда за баскетбольный клуб «Самара» (с 2024 года). Двукратный обладатель Кубка России 2017 и 2019 годов в составе УГМК.

## Карьера

### Клубная
Родилась 2 апреля 1997 года в Нижнекамске, где и начала заниматься баскетболом.
Выступала за юношескую, молодежную и основную команды УГМК (2013-декабрь 2018), курскую «Инвенту» (январь-май 2019), «Енисей» (2019—2021), московское «Динамо» (2021/2022) и «Спарту энд К» (2022—2024).
В составе «УГМК» в 2017 и 2019 году становилась обладательницей Кубка России.
С 2024 года игрок БК «Самара».

### Сборная
Приглашалась в различные молодёжные сборные страны для участия в международных соревнованиях. Бронзовый призер первенства Европы U18 (2015 год) и U20 (2017 год).
Играла в составе первой национальной сборной России.

## Достижения
Клубы и Сборная
- Бронзовый призер Молодежного чемпионата России (2014).
- Двукратный обладатель Кубка России (2016/2017 и 2018/2019).
- Бронзовый призер первенства Европы U18 (2015) и U20 (2017).